# Trapeliopsis parilis
Trapeliopsis parilis är en lavart som beskrevs av Brusse. Trapeliopsis parilis ingår i släktet Trapeliopsis och familjen Trapeliaceae.   Inga underarter finns listade i Catalogue of Life.